# Amy Anderssen
Amy Anderssen (Leamington, Ontario; 4 de mayo de 1985) es una actriz pornográfica retirada y modelo erótica canadiense nacionalizada estadounidense.

## Biografía
Nació en la provincia canadiense de Ontario, en una familia con ascendencia libanesa. Comenzó muy pronto su camino en la industria del cine porno respondiendo a un anuncio que buscaba actrices para unas escenas. Después de enfrentarse a varios problemas en la aduana, que le denegó el visado para viajar a Estados Unidos y probar suerte en la prolífera industria americana, Anderssen se trasladó a Londres, donde consiguió un contrato con la empresa Bluebird Films, bajo el nombre de Amy Azurra. Fue en esta etapa cuando se sometió a la primera de las cinco cirugías de aumento de pecho que se ha hecho.
En 2006, después de pasar un año en Inglaterra, regresó a Canadá, donde trabajó como bailarina y como escort, donde utilizaba como pseudónimo Amy Juggs. Aumentó su popularidad con apariciones en diversos sitios web, llegando a trabajar estrechamente con la también actriz porno Pandora Peaks. En los siguientes años, hizo apariciones esporádicas en numerosas películas hardcore canadienses bajo el nombre de Jayna James, con escenas que incorporaban gang bang, humillación y bukkake.
En 2010 fue nominada en los Premios AVN en la categoría de Mejor escena de sexo en grupo por la película Busty Babes USA, junto a Olivier Sanchez, Jazz Duro, Denice K. y Daphne Rosen.
A finales de 2011, Amy pensaba que la falta de productoras pornográficas en Canadá estancaría su carrera, por lo que decidió, en marzo de 2012, lanzar su propio negocio y su sitio web, desde donde realizaba diversos shows. Sacando provecho de su nueva popularidad, Anderssen se trasladó a Los Ángeles a finales de 2013, donde la empresa Evil Angel firmó con ella su primer gran contrato en la película Lex’s Breast Fest 2, que coprotagonizó con Holly Michaels y que supuso su primera escena de sexo interracial, así como la de la también actriz porno Siri, junto a Lexington Steele.
Después, Evil Angel la incorporó al plantel de Titty Creampies 6, que juntaba a grandes estrellas del porno como Ava Addams, Alison Tyler, Nikki Benz, Romi Rain, Summer Brielle y Lylith Lavey.
Anderssen también grabó para estudios como Desire Films, Score, Reality Kings, Naughty America, Pure Play Media, Sticky Video, Mile High, Brazzers, Jules Jordan Video, 21Sextury, 3d Degree, Wicked Pictures o Private.
En noviembre de 2013 informó de su intención de volver a pasar por quirófano, esta vez para una reducción de la copa de sus pechos. En su cuenta de Twitter, argumentaba que sus implantes exagerados fueron resultado de una "imagen corporal desordenada de joven" con la que ya no contaba. No obstante, diversas complicaciones en la operación dificultaron su regreso al porno, teniendo que volver a pasar por cirugía varias veces para regular la reducción de solución salina de sus implantes, la última de ellas en septiembre de 2015.
Decidió retirarse en 2016, con apariciones puntuales hasta 2018, habiendo protagonizado más de 120 películas entre producciones originales y compilaciones.
En octubre de 2023 obtuvo la nacionalidad estadounidense.

## Premios y nominaciones
| Año  | Ceremonia    | Resultado | Premio                        | Trabajo         |
| ---- | ------------ | --------- | ----------------------------- | --------------- |
| 2010 | Premios AVN  | Nominada  | Mejor escena de sexo en grupo | Busty Babes USA |
| 2014 | Premios XRCO | Nominada  | Best Cumback                  | —               |
| 2015 | Premios AVN  | Nominada  | Premio fan: Mejores pechos    | —               |